# Clay Martin

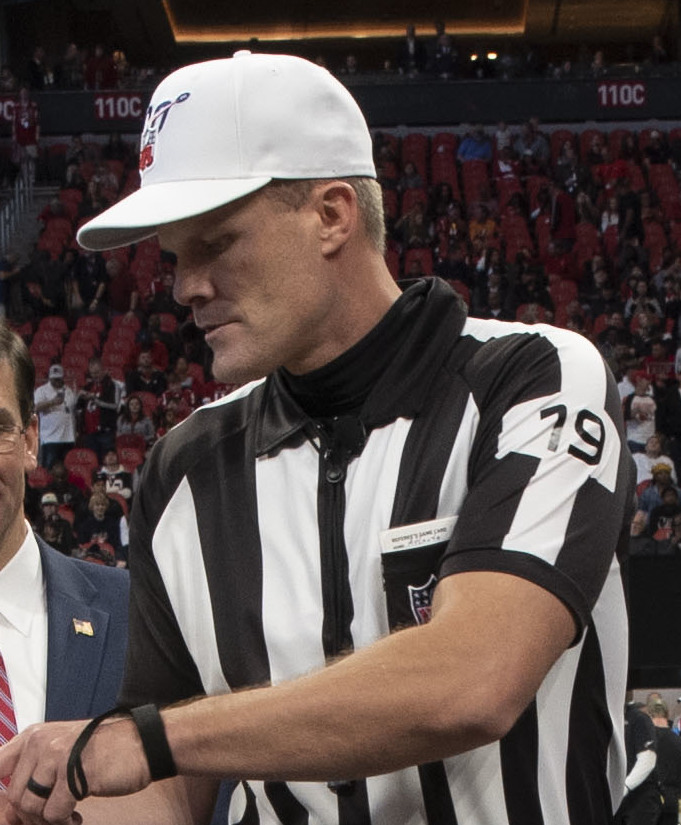
Clay Martin (2019)

Clay Martin (* April 1975 in Pensacola, Florida) ist ein US-amerikanischer Schiedsrichter im American Football, der seit dem Jahr 2015 in der NFL tätig ist. Er trägt die Uniform mit der Nummer 19.

## Karriere

### College Football
Vor dem Einstieg in die NFL arbeitete er als Schiedsrichter im College Football in der Conference USA.

### National Football League
Martin begann im Jahr 2015 seine NFL-Laufbahn als Umpire beim Spiel der San Francisco 49ers gegen die Minnesota Vikings. Nachdem Schiedsrichter Gene Steratore seinen Rücktritt bekannt gegeben hatte, wurde er zur NFL-Saison 2018 zum Hauptschiedsrichter ernannt. Sein erstes Spiel wiederum – die Minnesota Vikings gegen die San Francisco 49ers – leitete er am 9. September 2018.
Er war bisher bei drei Play-off-Spielen im Einsatz: Im Wild-Card-Spiel der New York Giants gegen die Green Bay Packers im Jahr 2017, im Divisional-Round-Spiel der Cleveland Browns gegen die Kansas City Chiefs im Jahr 2021 und im Jahr 2022 beim Wild-Card-Spiel der Arizona Cardinals gegen die Los Angeles Rams.